# Levitated Dipole Experiment

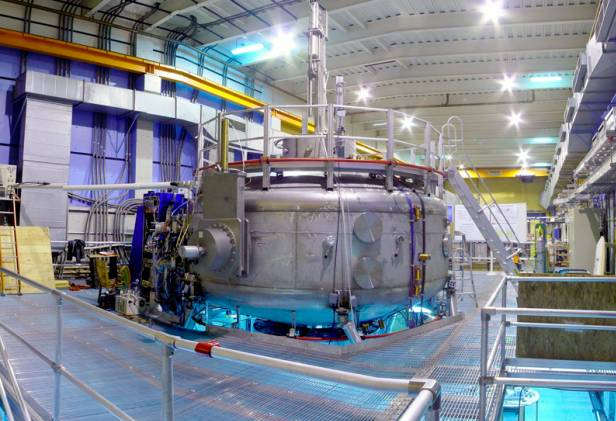
Immagine dell'esperimento LDX

Il Levitated Dipole Experiment (LDX) era un esperimento di fusione nucleare a confinamento magnetico che usava il concetto del dipolo sospeso (levitated dipole). L'esperimento era ospitato nei laboratori del Massachusetts Institute of Technology (MIT) ed era parte di una collaborazione tra il MIT e la Columbia University. L'esperimento era finanziato nell'ambito delle attività sulla fusione termonucleare controllata dal Dipartimento dell'energia degli Stati Uniti d'America (DoE). Il primo plasma fu realizzato il 13 agosto 2004, ma nonostante diversi brillanti risultati e parametri fusionistici ottenuti di tutto rispetto, l'esperimento fu chiuso nel novembre 2011 per concentrare le risorse del DoE sulla più tradizionale linea Tokamak.

## Principio fisico e primi esperimenti
Il concetto del dipolo magnetico come configurazione utile per confinare un plasma fu proposto per primo dal fisico svedese Bo Lehnert nel 1958. Negli anni sessanta Lehnert considerò la possibilità di un esperimento con una bobina ad anello, sospesa meccanicamente con dei conduttori schermati. Dal punto di vista della fisica dei plasma,il dipolo può essere visto come uno Z-pinch toroidale stabilizzato, ed è pertanto caratterizzato da un valore di pressione del plasma (in gergo: beta poloidale) molto grande.  Inoltre, la configurazione del dipolo assomiglia moltissimo alla magnetosfera della Terra o del pianeta Giove: il dipolo magnetico infatti confina le particelle del vento solare, schermando il nostro pianeta dalle radiazioni nocive del Sole.
Akira Hasegawa negli anni '80 perfezionò il progetto di Lehnert: per evitare le perdite di particelle sui supporti meccanici lungo le linee di campo magnetico (come succede normalmente nella magnetosfera con la formazione delle aurore polari), ipotizzò di poter tenere sollevata la bobina che crea il dipolo, fabbricandola in materiale supeconduttore e tenendola sospesa tramite levitazione magnetica.

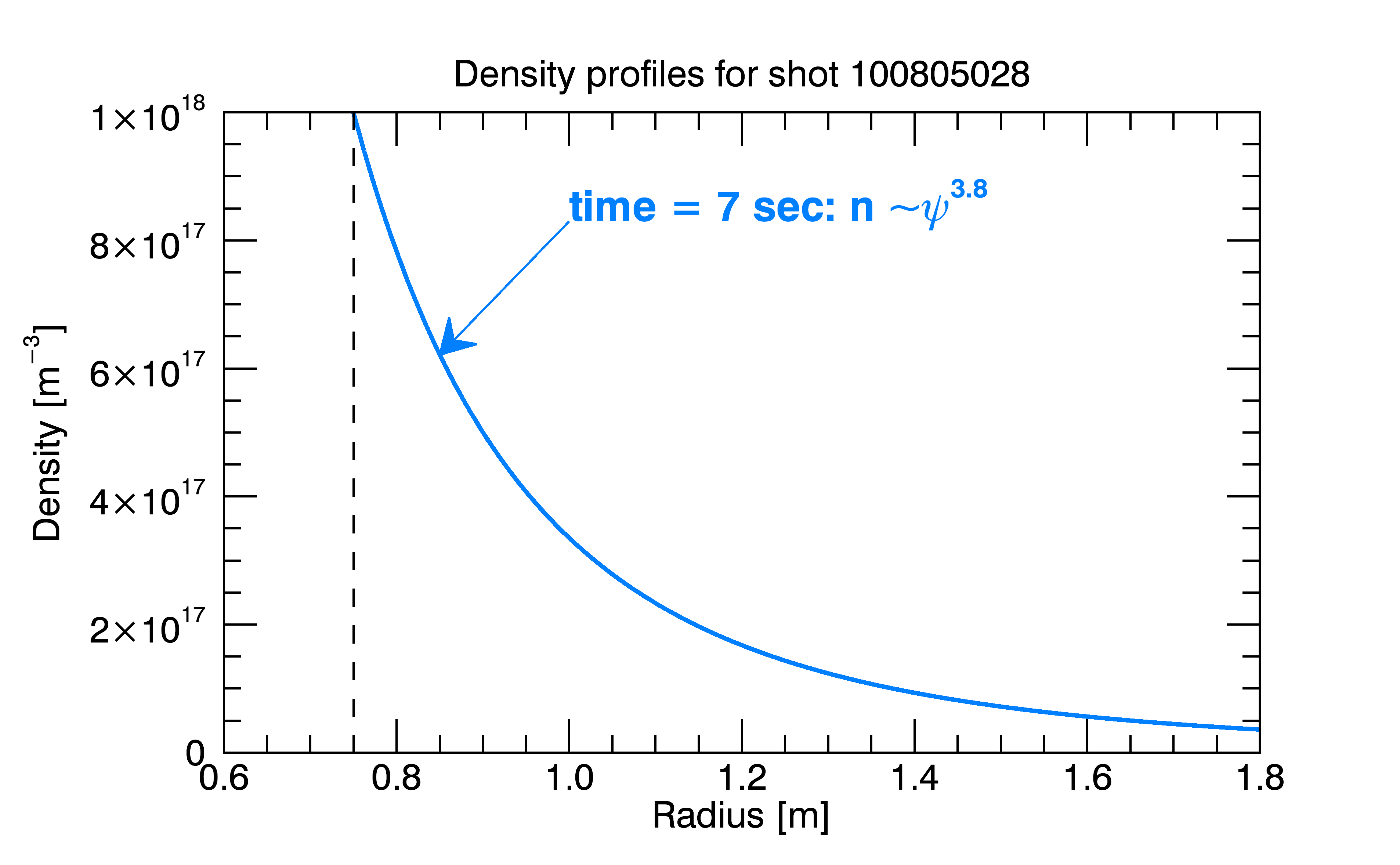
Profili di densità in LDX. È evidente l'andamento come ~ψ^{4}, che corrisponde a una decrescita dal centro come R^{-4}. La linea verticale tratteggiata corrisponde al massimo di densità, nel buco della bobina superconduttrice. Rielaborazione su dati tratti da

In questo modo, secondo Hasegawa  la densità del plasma rimane costante lungo un tubo di flusso, cioè in formule:
{\displaystyle {\frac {\partial }{\partial \psi }}\int \int f(\mu ,J,\psi )\,\,d\mu dJ=0}
dove μ è il momento magnetico e J è il secondo invariante adiabatico. La variabile ψ indica il tubo di flusso, mentre la funzione f(μ, J, ψ) è la densità di particelle nello spazio delle fasi. La condizione di normalizzazione impone che
{\displaystyle \int \int \int f(\mu ,J,\psi )\,\,d\mu \,dJ\,d\psi =N=nR^{3}}
dove N è il numero totale di particelle, n la densità numerica, e R è il raggio maggiore della configurazione. Dalla condizione di normalizzazione si ottiene infine
{\displaystyle \int \int f\,\,d\mu \,dJ=nR^{3}/\int d\psi =nR^{4}}
poiché, per un campo di dipolo, il flusso ψ va come R-1. Unendo l'ultima e la prima equazione si deduce
{\displaystyle nR^{4}=const.\,\,,}
ovvero, che la densità di plasma in un dipolo varia con R-4. Questa è una condizione estremamente favorevole per il confinamento di un plasma fusionistico: in altre parole, la densità al centro del dipolo è estremamente elevata.
Dieci anni dopo gli studi di Hasegawa, Jay Kesner del MIT e Michael Mauel della Columbia University proposero al DoE la realizzazione di una macchina da fusione sul principio del dipolo esposto da Hasegawa, dimostrando con calcoli e simulazioni numeriche che la configurazione poteva stare in equilibrio magnetoidrodinamico.
A questo scopo, Kesner e Mauel crearono un gruppo di ricerca, e il primo plasma fu realizzato il 13 agosto 2004, riuscendo a mantenere la bobina superconduttrice del dipolo sospesa e riscaldando il plasma con radiofrequenza. Il gruppo di LDX ha condotto successivamente svariati esperimenti con la bobina superconduttrice, mantenendola sospesa per più di un'ora e 40 minuti di seguito. La bobina superconduttrice però si danneggiò nel 2007 durante un test, e fu sostituita da una di qualità inferiore: una bobina tradizionale fatta di cavi di rame, raffreddata ad acqua. Ciò non impedì al team di LDX di ottenere risultati prestigiosi, che furono pubblicati anche su Nature Physics. Tuttavia, la rottura della bobina superconduttrice (che era il componente fondamentale e più costoso dell'esperimento) fece diminuire la rilevanza di LDX in prospettiva reattoriale. Questo fu il motivo principale della chiusura dei finanziamenti da parte del DoE alla fine del 2011.

## La macchina
L'esperimento LDX fa levitare magneticamente un anello superconduttore che è stato caricato fino a 1.2 MA, in una grande camera da vuoto, che è un cilindro alto 3 metri con un diametro di circa 5 metri. Il sistema magnetico è piuttosto complesso, ed è composto da tre sottosistemi:
- la cosiddetta F-coil (floating coil) che è appunto la bobina che crea il campo magnetico di dipolo che confina il plasma. Era una bobina superconduttrice fatta da un solo cavo di lega di niobio-stagno, avvolto su 716 spire. La bobina è alloggiata in un criostato che levita magneticamente all'interno della camera da vuoto assieme alla bobina. La F-coil operava tipicamente con una corrente totale di 1.2 MA-spira, ed era caricata induttivamente dalla C-coil;
- la C-coil (charging coil) è montata in un alloggiamento al di sotto della camera da vuoto, e induce una corrente nella F-coil mentre quest'ultima viene contemporaneamente raffreddata fino al suo stato superconduttore. La F-coil viene quindi sollevata meccanicamente all'interno della camera da vuoto, esattamente a metà della camera stessa;
- la L-coil (levitation coil) è una bobina di rame con 80 spire, che porta tipicamente ~ 3500 A (280 kA-spira), ed è montata in cima alla camera da vuoto, circa 1.5 metri al di sopra della linea mediana della camera. È proprio la L-coil che fa levitare magneticamente la F-coil.

Il plasma si forma all'interno della camera da vuoto, ed è intrappolato nel dipolo. Il plasma si forma dalla ionizzazione di un gas a bassa pressione, che viene immesso nella camera da vuoto dopo la formazione del dipolo. Il gas viene riscaldato tramite radiofrequenza, usando delle microonde con potenza totale di 17 kW.

## Funzionamento

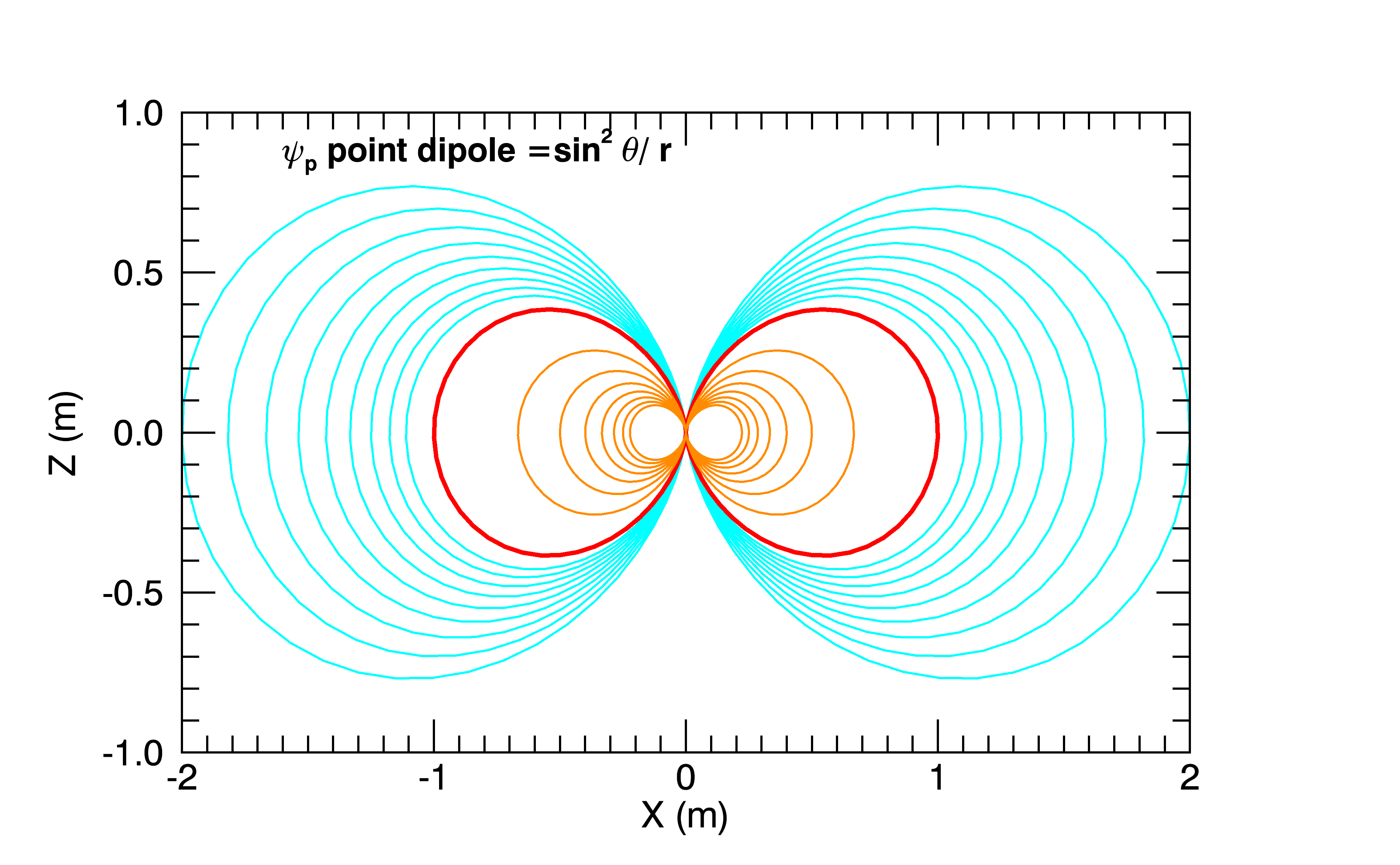
Superfici di flusso di un dipolo puntiforme: è evidente l'addensamento delle linee di campo nella parte centrale del dipolo, dove si registra anche la densità di plasma massima, se questa configurazione viene usata per il confinamento dei plasmi.

Le particelle che compongono il plasma, cioè elettroni e ioni, fluiscono lungo le linee di campo magnetico, con una tipica traiettoria elicoidale chiamata moto di Larmor. Il dipolo è caratterizzato da un forte addensamento delle linee di campo sull'asse verticale di simmetria, come si vede nella figura qui a lato: le linee di campo descrivono una specie di "otto" piegato su un lato, con il centro dell'otto corrispondente al centro della camera da vuoto. 
In questo modo, quando le particelle passano lungo le linee di campo al centro dell'otto, la materia è come se venisse "schiacciata" attraverso un buco ristretto. Con questo meccanismo, la densità cresce moltissimo. Questo comportamento è stato chiamato anche turbulent pinch, cioè strizione turbolenta, come descritto nel Nature Physics citato più sopra. 
Il meccanismo descritto ha funzionato decisamente bene per il confinamento del plasma di LDX, portando a valori record di beta del plasma (rapporto tra pressione del gas e pressione magnetica) pari al 26%, un valore impensabile in un tokamak, e vicini a quelli ottenuti nella magnetosfera terrestre. Questi risultati furono presentati da Michael Mauel alla conferenza dell'American Physical Society a Dallas (USA) nel novembre 2008. Nella stessa conferenza, Mauel descrisse le misure di una popolazione di elettroni veloci, con energia E > 50 keV, intrappolati nel dipolo per diversi secondi. 

## Startup
In questi ultimi anni, nell'ambito dello sviluppo della cosiddetta "green economy", la fusione nucleare è stata al centro di un rinnovato interesse da parte di capitali privati, con la fondazione di numerose startup che si interessano allo studio e alla realizzazione di nuovi prototipi di reattori a fusione (il più famoso è il tokamak SPARC al MIT di Boston). Spesso non si tratta di idee del tutto nuove, ma di vecchie configurazioni già studiate negli anni '60-'70, e abbandonate in quegli anni per l'insufficienza delle conoscenze tecnologiche di allora. Le nuove tecnologie permettono di riproporle in veste rinnovata e promettente dal punto di vista fusionistico.
In questo contesto, i risultati raggiunti da LDX, e presentati a Dallas nel 2008, confermano a tutt'oggi la validità della configurazione del dipolo magnetico per il confinamento di plasmi termonucleari: non è da stupirsi quindi che diverse startup abbiano recentemente rivisitato la fattibilità di un reattore a fusione a dipolo (sospeso oppure con sostegni schermati).

### Polomac e la startup Deutelio
In Italia, l'ingegnere Filippo Elio (già responsabile della realizzazione della struttura meccanica dell'esperimento RFX a Padova e di Wendelstein 7-X a Greifswald, in Germania) ha riproposto la configurazione di dipolo come base di un nuovo esperimento, il POLOMAC. Per realizzarlo, ha fondato insieme al manager Francesco Elio la startup DEUTELIO. Elio abbandona la soluzione della levitazione magnetica di LDX, giudicata troppo costosa e soggetta a probabili rotture (come accadde a LDX nel 2007), per ritornare al concetto meccanicamente più semplice e molto più sicuro dei sostegni schermati di Bo Lehnert. Il progetto è attualmente in fase di completamento. 

### La startup OpenStar
Il concetto del dipolo sospeso di Hasegawa è stato ripreso invece, a quasi venti anni di distanza da LDX, dallo scienziato neozelandese Ratu Mataira, che ha fondato alla fine del 2021 la startup OpenStar a Wellington, in Nuova Zelanda. Il progetto concettuale è stato mostrato per la prima volta alla Conferenza di fisica dei plasmi dell'American Physical Society (APS), a Denver nel 2023, e promette di mostrare la fattibilità della fusione nucleare in una configurazione di dipolo per la fine del 2029. La macchina è sostanzialmente identica a LDX, con una bobina superconduttrice sospesa che crea il campo di dipolo: la principale differenza è che OpenStar utilizza superconduttori ad alta temperatura, approfittando dell'enorme progresso che è stato fatto nel settore della superconduttività negli ultimi 20 anni. 
OpenStar è entrata nelle notizie di cronaca il 31 ottobre 2024, con la realizzazione del primo plasma: la notizia è particolarmente significativa, in quanto mostra che il team neozelandese è stato capace di realizzare un esperimento completo di fusione nucleare, seppure utilizzando schemi non nuovi, solamente in tre anni.